# Первунова (муниципальное образование Алапаевское)
Первунова — деревня в Свердловской области России, входящая в муниципальное образование Алапаевское. Управляется Невьянским территориальным управлением.

## География
Деревня располагается на левобережье реки Нейвы, в 35 километрах на северо-восток от города Алапаевска.

### Часовой пояс
Первунова, как и вся Свердловская область, находится в часовой зоне МСК+2. Смещение применяемого времени относительно UTC составляет +5:00.

## Население
| 2002 | 2010 |
| ---- | ---- |
| 228  | ↘186 |

## Инфраструктура
Деревня разделена на пять улиц: Зелёная, Ленина, Победы, Пушкина и Суворова. Имеются магазин, пилорама, детский сад.